# 1991年ウクライナ独立住民投票
1991年ウクライナ独立住民投票（1991ねんウクライナどくりつじゅうみんとうひょう）は、1991年12月1日にウクライナで行われた独立住民投票である。投票者の92.3%がヴェルホーヴナ・ラーダによる独立宣言に賛成した。

## 住民投票
住民投票ではウクライナの独立に賛成するか否かが問われ、投票用紙には独立宣言文が印刷されていた。1991年8月24日にヴェルホーヴナ・ラーダ（ウクライナ最高会議）で採択された独立に関する法律の是非を問うためのものであり、圧倒的多数で支持された。住民投票には登録有権者31‚891‚742人（有権者の84.18%）が参加し、うち28,804,071人（92.3%）が賛成票を投じた。
同日、大統領選挙が行われた。選挙までの1ヵ月、候補者6人全員がウクライナ全土でソビエト連邦からの独立に賛成する運動を展開し、投票で賛成票を投じた。選挙では最高会議の議長で事実上の元首だったレオニード・クラフチュクが初代ウクライナ大統領に選出された。
1991年12月2日以降、ウクライナは他国から独立国家として国際的に承認され、ロシア・ソビエト連邦社会主義共和国の大統領ボリス・エリツィンもまた12月2日にウクライナの独立を承認した。ソビエト連邦大統領ミハイル・ゴルバチョフは、大統領選挙の直後にクラフチュクに送った祝電において、主権国家連邦の成立に向けたウクライナの緊密な協力と理解への希望を述べた。
ウクライナはソビエト連邦において経済的かつ政治的にロシアに次いで2番目に強力な構成共和国であり、ウクライナの独立によりゴルバチョフがソビエト連邦を維持するという現実的な可能性がすべて消滅した。1991年12月頃には、ロシア・ソビエト連邦社会主義共和国とカザフ・ソビエト社会主義共和国を除くすべての構成共和国が正式にソビエト連邦から独立した。大統領選挙の1週間後、クラフチュクがエリツィンとベラルーシの指導者スタニスラフ・シュシケビッチとともにソビエト連邦の消滅を宣言するベロヴェーシ合意に調印し、ソビエト連邦は12月26日に正式に崩壊した。

## 結果

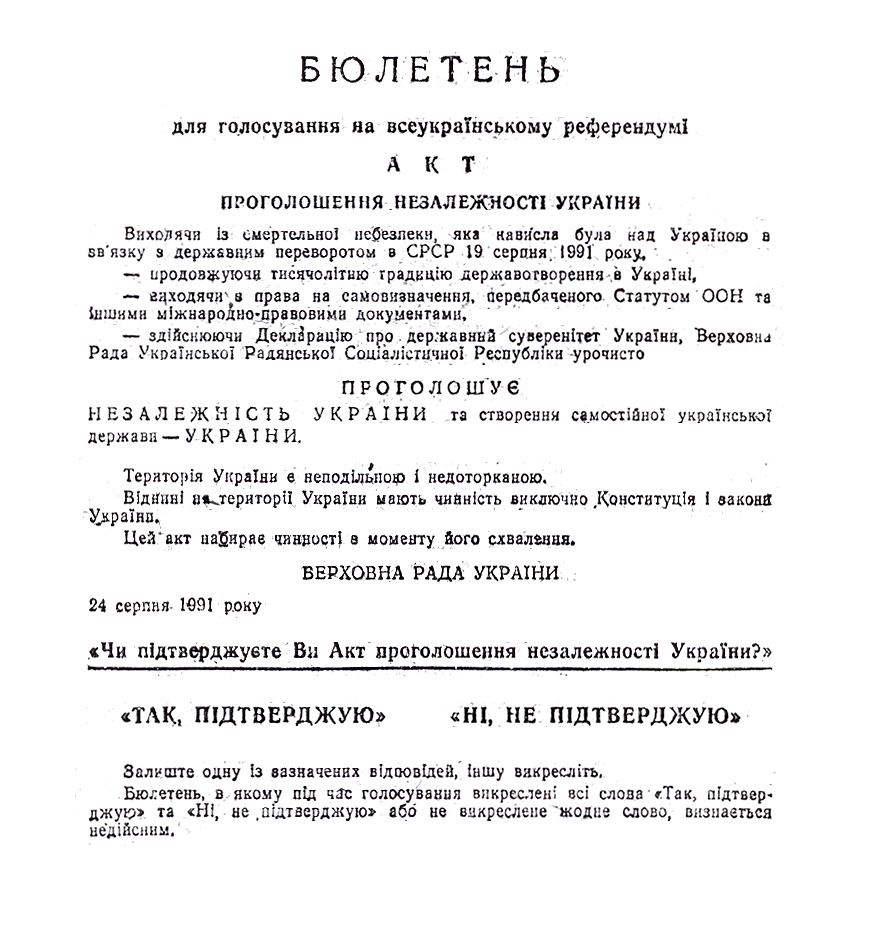
独立宣言文が添えられた投票用紙

ウクライナのメディアは、独立賛成に一斉に転向した。
1991年9月、世論調査では63%が"賛成"運動を支持した。10月第1週には77%、11月半ばには88%に増加した。
ウクライナのロシア系住民の55%が独立に賛成した。
| 選択肢                | 投票数     | %    |
| --------------------- | ---------- | ---- |
| 賛成                  | 28,804,071 | 92.3 |
| 反対                  | 2,417,554  | 7.7  |
| 無効票/白票           | 670,117    | –    |
| 総計                  | 31,891,742 | 100  |
| 登録有権者数/投票率   | 37,885,555 | 84.2 |
| 出典: Nohlen & Stöver |            |      |

### 地域別
独立に関する法律は27の地方行政区画（24の州、1つの自治共和国、2つの特別市）の全てで過半数の支持を得た。後にロシアに占領されたルハーンシク州、ドネツィク州においてもロシアからの分離を支持する賛成票が全有権者の過半数を上回った。クリミア自治共和国、セヴァストポリ市においては投票率は低いが、賛成票は過半数を上回った。

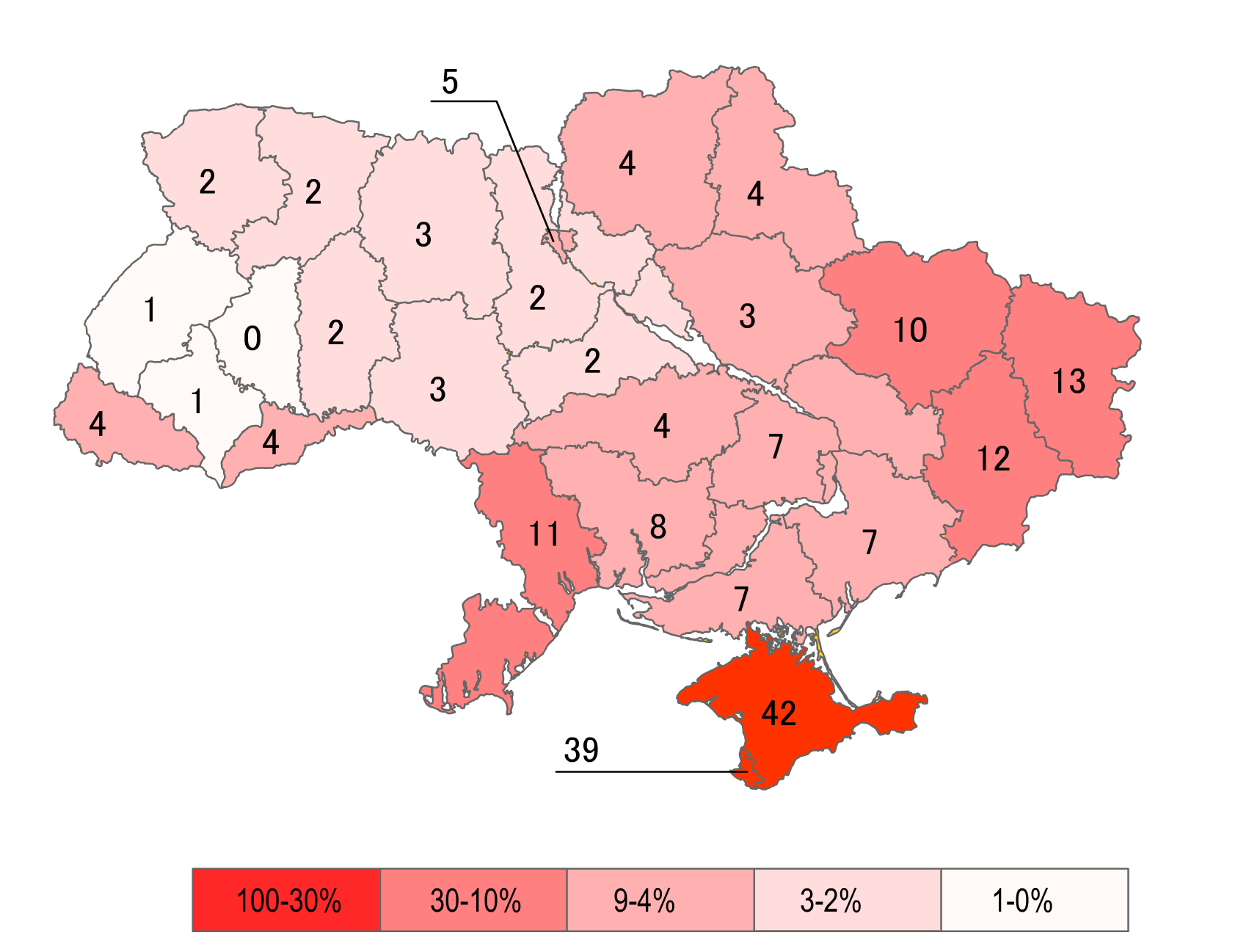
地域別の反対票の割合 %

| 地方行政区画                   | "賛成票" % | "賛成票"の割合 % |
| ------------------------------ | ---------- | ---------------- |
| クリミア自治共和国             | 54.19      | 37               |
| チェルカースィ州               | 96.03      | 87               |
| チェルニーヒウ州               | 93.74      | 85               |
| チェルニウツィー州             | 92.78      | 81               |
| ドニエプロペトロフスク州       | 90.36      | 74               |
| ドネツィク州                   | 83.90      | 64               |
| イヴァーノ＝フランキーウシク州 | 98.42      | 94               |
| ハリコフ州                     | 86.33      | 65               |
| ヘルソン州                     | 90.13      | 75               |
| フメリニツキー州               | 96.30      | 90               |
| キエフ州                       | 95.52      | 84               |
| キロヴォフラード州             | 93.88      | 83               |
| ルハーンシク州                 | 83.86      | 68               |
| リヴィウ州                     | 97.46      | 93               |
| ムィコラーイウ州               | 89.45      | 75               |
| オデッサ州                     | 85.38      | 64               |
| ポルタヴァ州                   | 94.93      | 87               |
| リウネ州                       | 95.96      | 89               |
| スームィ州                     | 92.61      | 82               |
| テルノーピリ州                 | 98.67      | 96               |
| ヴィーンヌィツャ州             | 95.43      | 87               |
| ヴォルィーニ州                 | 96.32      | 90               |
| ザカルパッチャ州               | 92.59      | 77               |
| ザポリージャ州                 | 90.66      | 73               |
| ジトーミル州                   | 95.06      | 86               |
| キエフ                         | 92.87      | 75               |
| セヴァストポリ                 | 57.07      | 36               |
| 全国の総計                     | 90.32      | 76               |